# Lily Pérez

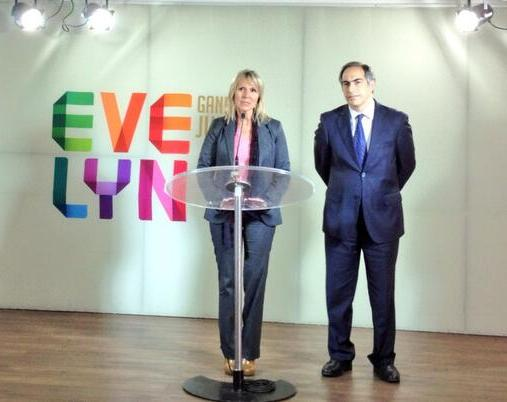
Pérez, como vocera del comando de Evelyn Matthei, junto a Francisco Chahuán en 2013.

Lily Jovanka Pérez San Martín (Santiago, 10 de mayo de 1963) es una publicista, actriz y política chilena de origen judío. Fue militante en el partido Renovación Nacional (RN) entre 1993 y 2014. Desde 2010 hasta 2018 fue senadora por la Región de Valparaíso.
Ha sido concejal por La Florida entre 1992 y 1996 y diputada los años 1998 a 2006 por el distrito 26 (La Florida). En octubre de 2008 asumió como diputada por el distrito 38, en reemplazo del fallecido diputado Pedro Álvarez-Salamanca Buchi, para completar el periodo 2006-2010. Además, entre 2014 y 2018 fue la única presidenta del partido Amplitud, actualmente disuelto.

## Biografía
Nacida "Liliana", hija de Samuel Manuel Pérez Baeza y Liliana Beatriz San Martín Zavala. Posteriormente cambió su nombre legal por el de "Lily".
Realizó sus estudios escolares y secundarios en el Instituto Hebreo. Finalizada su etapa escolar, ingresó a la Universidad del Pacífico y egresó como publicista para hacer un posgrado en filosofía política en la Universidad Gabriela Mistral.
En el ámbito laboral, entre 1993 hasta 1996, se desempeñó como miembro del Comité de Redacción del diario La Nación. También colaboró en los diarios La Época y La Tercera.
Fue víctima de un ataque Neo Nazi en Viña del Mar el año 2010, debido a su condición de "judía" y en posición a favor del Estado de Israel.
En marzo de 2011 sufrió una neuralgia al trigémino de origen viral, que le ocasionó una momentánea parálisis facial, por lo que fue internada en la Clínica Alemana de Santiago. Desde entonces se recupera satisfactoriamente. Es partidaria del aborto en tres causales.
Está casada en segundas nupcias con el abogado Miguel Bauzá, con 2 hijos de su primer matrimonio y 5 hijas políticas del segundo matrimonio.

## Carrera política

### Concejal
En 1992 fue elegida concejal con primera mayoría nacional  por La Florida. En dicho período, fundó junto a los entonces alcaldes de Las Condes (Joaquín Lavín) y de Santiago (Jaime Ravinet), la Asociación Chilena de Municipalidades, convirtiéndose en la primera vicepresidenta de la asociación. A fines de 1998 ingresó al partido Renovación Nacional y en 1993 pasó a formar parte de su Comisión Política. Paralelamente, asumió como presidenta de alcaldes y concejales de Renovación Nacional, hasta el año 1996. En 1996 se presentó como candidata para las elecciones municipales por La Florida no siendo electa alcaldesa, y renuncia a asumir como concejal por un segundo periodo.

### Diputada
Posteriormente se presentó como candidata a diputada en las elecciones parlamentarias del año 1997, por el distrito N.° 26, correspondiente a la comuna de La Florida. Fue la única candidata de centro derecha en todo el país que ganó al doblaje electoral de la coalición gobernante de la Concertación. Durante su gestión, integró las comisiones permanentes de Gobierno Interior, Regionalización, Planificación y Desarrollo Social; Vivienda y Desarrollo Urbano; y Familia. También, participó en la Comisión Investigadora de Casas Copeva, viviendas sociales ubicadas en la comuna de Puente Alto que fueron entregadas por el Ministerio de Vivienda y Urbanismo (Minvu) y tuvieron graves problemas de construcción.
Fue reelegida con alta votación en las elecciones parlamentarias de 2001. En esa oportunidad, integró las comisiones permanentes de Defensa Nacional; Vivienda y Desarrollo Urbano; y Relaciones Exteriores, Asuntos Interparlamentarios e Integración Latinoamericana. Junto con la Comisión Especial sobre Actuaciones de Funcionarios Públicos en el «Caso Matute Johns».
En 2005, se presentó como candidata a senadora por la Circunscripción Santiago Oriente en las elecciones parlamentarias de ese año, pero no resultó elegida. En 2006, resultó elegida secretaria General de Renovación Nacional (RN), cargo que ejerció hasta finales del año 2008, siendo reemplazada por Bruno Baranda.
El 2 de octubre de 2008 asume como diputada por el distrito N.° 38, durante 16 meses en reemplazo del fallecido diputado Pedro Álvarez-Salamanca Buchi. Esta vez, representó a la Región del Maule. Durante su gestión, participó en la Comisión Permanente de Derechos Humanos, Nacionalidad y Ciudadanía.

### Senadora
En diciembre de 2009 fue elegida senadora de la República en representación de RN, por la Región de Valparaíso Cordillera (5.ª Circunscripción) con primera mayoría dentro del pacto Coalición por el Cambio. Fue integrante de las comisiones de Vivienda y Urbanismo; y presidió la de Derechos Humanos, Nacionalidad y Ciudadanía.
En 2013 asumió como vocera de la candidata presidencial Evelyn Matthei.
El 16 de enero de 2014 renunció a su militancia en Renovación Nacional (RN), acusando a su directiva, encabezada por Carlos Larraín, de «clasismo, intolerancia y personalismo».
Aporto mucho en las leyes relacionadas con la discriminación tal como la ley antidiscriminacion y la ley contra la incitacion a la violencia.

## Historial electoral

### Elecciones municipales de 1992
- Elecciones municipales de 1992, para la alcaldía de (La Florida)[11]

### Elecciones municipales de 1996
- Elecciones municipales de 1996, para la alcaldía de (La Florida)[12]

### Elecciones parlamentarias de 1997
- Elecciones parlamentarias de 1997 a Diputado por el distrito 26 (La Florida)[13]

### Elecciones parlamentarias de 2001
- Elecciones parlamentarias de 2001 a Diputado por el distrito 26 (La Florida)[14]

### Elecciones parlamentarias de 2005
- Elecciones parlamentarias de 2005 a Senador para la Circunscripción 8, Santiago Oriente (El Bosque, La Cisterna, La Florida, La Granja, La Pintana, La Reina, Las Condes, Lo Barnechea, Lo Espejo, Macul, Ñuñoa, Pedro Aguirre Cerda, Peñalolén, Pirque, Providencia, Puente Alto, San Joaquín, San José de Maipo, San Miguel, San Ramón y Vitacura)[15]

### Elecciones parlamentarias de 2009
- Elecciones parlamentarias de 2009 a Senador para la Circunscripción 5, Quinta Cordillera (Cabildo, Calle Larga, Catemu, Hijuelas, La Calera, La Cruz, La Ligua, Limache, Llaillay, Los Andes, Nogales, Olmué, Panquehue, Papudo, Petorca, Puchuncaví, Putaendo, Quillota, Quilpué, Quintero, Rinconada, San Esteban, San Felipe, Santa María, Villa Alemana y Zapallar)[16]

### Elecciones parlamentarias de 2017
- Elecciones parlamentarias de 2017 para senador por la 6.ª Circunscripción (Región de Valparaíso)[17]